# Organism modificat genetic
Organism modificat genetic sau transgenic este termenul cel mai des folosit pentru a defini o plantă de cultură sau un animal aparent normal căruia, prin intermediul unor tehnici de inginerie genetică, i s-au transferat gene de la alte specii (plante, animale, bacterii, virusuri sau chiar gene umane), pentru a-i conferi anumite proprietăți noi.
În România legislația permite cultivarea hibridului MON810, rezistent la sfredelitorul porumbului. Condiția este obținerea unui aviz de la Ministerul Agriculturii și respectarea unei distanțe minime de 200 de metri față de culturile convenționale învecinate. 
În ultimii ani, suprafața cultivată cu acest hibrid obținut prin modificare genetică a scăzut constant, ajungând la 217 hectare în 2012. 
În prezent (2016), opinia publică europeană este reticentă la organismele modificate genetic, regulamentele UE impunând condiții stricte de trasabilitate și etichetare pentru astfel de alimente, în timp ce americanii nu prea au cum să le evite.
În august 2016, președintele SUA, Barack Obama a semnat legea care cere etichetarea corespunzătoare a tuturor produselor care conțin organisme modificate genetic.